# Сюрреализъм
Сюрреализмът е движение в изкуството от началото на 20-те години на 20. век, обединяващо художници, мислители и изследователи в стремящи се да разрешат противоречивите положения състояния на съня и реалността. Те се борят за създаване на нова естетика и нов социален порядък. Художниците рисуват въображаеми, нелогични сцени с фотографска точност, създават странни същества от предмети от бита и развиват техники, които позволяват изява на подсъзнанието.
Сюрреалистичните творби включват елемента на изненадата и неочакваните съпоставки; въпреки това много сюрреалисти смятат произведенията си за израз най-напред на философията на движението, а самите произведения единствено за неин артефакт. Водачът им Андре Бретон е категоричен, че сюрреализмът е преди всичко революционно движение.
Терминът „сюрреализъм“ е въведен от Гийом Аполинер. Сюрреализмът се развива от дадаистите от времето на Първата световна война и италианските метафизични художници от началото на 20. век. Най-важният му център е Париж. Основите на движението са положени през 1924 г., когато Бретон публикува първия „Манифест на Сюрреализма“ („Manifeste du surrealisme“), в който изразява убеждението, че рационалното мислене потиска творческите сили и въображението и се отразява негативно на артистичното изразяване. От 20-те години насетне сюрреализмът се разпространява из целия свят.

## Начало на движението
Терминът „сюрреализъм“ е приписван на Гийом Аполинер и се появява за първи път в предговора към пиесата му „Гърдите на Тирезий“, написана през 1903 и играна за първи път през 1917 г.
Първата световна война разпръсква писателите и художниците в Париж и в този период много от тях се включват в Дада движението като вярват, че прекомерно рационалното мислене и буржоазните ценности са причина за избухването на войната. Дадаистите протестират чрез сбирките си „антиизкуство“, пърформънси, манифести и творби на изкуството. След войната, когато се завръщат в Париж, дадаистите продължават дейността си.
По време на войната Андре Бретон, който е учил медицина и психиатрия, служи в неврологична болница, където лекува чрез методите на Фройд войници, страдащи от стреса от бомбардировките. Запознава се с младия писател Жак Ваше, за когото вярва, че е духовният син на писателя и основател на патафизиката Алфред Жари. Бретон се възхищава на антисоциалното отношение на младия писател и на презрението му към утвърдените артистични традиции. По-късно Бретон пише: „В литературата бях последователно зает с Рембо, Жари, Аполинер, Нуво и Лотреамон, но на Жак Ваше дължа най-много.“.
В Париж Бретон се присъединява към дадаистите и започва журнала „Литература“ заедно с Луи Арагон и Филип Супо. Те започват да експериментират с автоматично писане – спонтанно писане без цензура на мислите – и публикуват написаното, както и спомени за сънища, в списанието. Бретон и Супо задълбават в автоматизма и пишат „Магнитни поля“ (1920).
Продължавайки да пишат, те привличат все повече художници и писатели; започват да мислят, че автоматизмът е по-добра тактика за социална промяна от дадаистичните атаки срещу господстващите ценности. Групата се разраства значително с включването на Пол Елюар, Бенжамен Пере, Рене Кревел, Робер Деснос, Жак Барон, Макс Морис, Пиер Навил, Роже Витрак, Гала Дали, Макс Ернст, Салвадор Дали, Ман Рей, Жан Арп, Жорж Малкин, Мишел Лерис, Жорж Лимбур, Антонен Арто, Реймон Кьоно, Андре Масон, Хуан Миро, Марсел Дюшан, Жак Превер и Ив Танги.
Развивайки философията си, сюрреалистите приемат, че движението им защитава идеята, че обикновените и нехудожествените изрази са жизненоважни, но смисълът от подредбата им трябва да бъде открит за пълния спектър на въображението съгласно хегеловата диалектика. Те използват и марксистката диалектика и произведенията на теоретици, като Валтер Бенямин и Херберт Маркузе.
Трудовете на Фройд, свързани със свободните асоциации, анализ на сънища и с несъзнателното, са от ключово значение за сюрреалистите при развитие на методите за освобождаване на въображението. Те приемат идиосинкразията и отхвърлят идеята за скритата лудост (underlying madness). По-късно Салвадор Дали обяснява това по следния начин: „Има само една разлика между лудия и мен. Аз не съм луд.“.
Силно застъпена е и идеята, че „човек може да съчетае в една рамка елементи, които обикновено не се комбинират, за да създаде нелогичен и потресаващ ефект“. Бретон добавя идеята за потресаващите съпоставки в манифеста от 1924 г., като я заема от есе на поета Пиер Рьоверди, в което последният казва: „съпоставянето на две повече или по-малко далечни реалности. Колкото по-далечна и истинска е връзката между двете съпоставени реалности, толкова по-силен ще бъде образът – толкова по-голяма ще е неговата емоционална сила и поетическа реалност.“.
Групата се стреми да революционализира човешкия опит – неговия личен, културен, социален и политически аспект. Сюрреалистите искат да освободят хората от фалшивата рационалност и ограничаващите обичаи и структури. Бретон провъзгласява истинската цел на сюрреализма – „да живее социалната революция, и само тя!“. В постигането на тази цел сюрреализмът се е съюзявал с комунизма и анархизма.
През 1924 г. сюрреалистите изразяват философията си в първия „Манифест на Сюрреализма“. През същата година основават Бюрото за сюрреалистични проучвания и започват издаването на списание „Сюрреалистическа революция“.

### „Манифест на Сюрреализма“
Бретон пише манифеста от 1924 г., в който са дефинирани целите на групата. Той включва цитати за влиянията върху сюрреализма, примери за сюрреалистични творби и дискусия за сюрреалиситическия автоматизъм. Той дефинира сюрреализма като:
| „ | Речник: Сюрреализъм, същ. Чист психически автоматизъм, който предлага изразяване (вербално, писмено или по всякакъв друг начин) на истинското функциониране на мисълта. Диктовка на мисълта при отсъствие на всякакъв контрол, налаган от разума, лишена от всички естетически и морални грижи. Енциклопедия: Сюрреализъм. Философия. Сюрреализмът се основава на вярата във висшата същност на определени форми на пренебрегвани преди асоциации, във всемогъществото на съня, в безразличната игра на мисълта. Стреми се да разруши веднъж и завинаги всички други психически механизми и да ги замени при решаването на всички принципни проблеми в живота. | “ |

### „Сюрреалистическа революция“
Скоро след първия си манифест, сюрреалистите започват да издават „Сюрреалистическа революция“ (до 1929 г.). За голяма радост на създателите си, списанието е скандално и революционно. Въпреки че фокусът е върху писането, в него се включват репродукции на творби на изкуството на артисти, като Джорджо де Кирико, Ернст, Масон и Ман Рей.

### Бюро за сюрреалистични проучвания
Бюрото за сюрреалистични проучвания е център за срещи на сюрреалистичните писатели и артисти. В него се провеждат дискусии и се дават интервюта. Разследва се и речта по време на транс.

## Разрастване
През 20-те години представителите на движението се срещат предимно в кафенета и играят игри, свързани с рисуване, обсъждат теорията на сюрреализма и развиват различни техники като автоматичното рисуване. Първоначално Бретон се съмнява, че изобразителните изкуства могат да бъдат от полза за сюрреализма, тъй като не са податливи на шанса и автоматизма. Това притеснение отпада с развитието на техники като фотажа и декалкоманията.
Скоро още художници като Джорджо де Кирико, Франсис Пикабия, Луис Бунюел, Алберто Джакомети, Валентина Хюго, Мерет Опенхайм, Тойен и Кансуке Йамамото се включват в движението, а след Втората световна война това прави и Енрико Донати. Въпреки че Бретон се възхищава на Пабло Пикасо и Марсел Дюшан и ги приканва да се присъединят към движението му, те остават в неговата периферия. Присъединяват се и още писатели, включително бившите дадаисти Тристан Цара, Рене Шар и Жорж Садул.
През 1925 в Брюксел се създава независима сюрреалистическа група. В нея влизат музикантът, поет и художник Едуард Месенс, художникът и писател Рене Магрит, Пол Нуже, Марсел Лакомт и Андре Сурис. Две години по-късно към тях се присъединява писателят Луи Скутенер. Те са в постоянна връзка с парижката група и през 1927 Гоманс и Магрит се местят в Париж и често посещават кръга на Бретон. Артистите, чийто корени са в Дада и Кубизма и абстракциите на Василий Кандински, който тръгва от Експресионизма и Постимпресионизма, достигат до старите си „кръвни роднини“ като Йеронимус Бош и тъй наречените примитивни изкуства.
Автоматичните рисунки на Андре Масон от 1923 често са давани за пример за приемствеността от Дада, тъй като те отразяват влиянието на идеята за несъзнаваното. Друг пример е „Торс“ (1925) от Джакомети, който насочва движението към по-прости форми и вдъхновение от предкласическата скулптура.
Въпреки всичко поразителен пример сред изкуствоведите за разликите между Дада и сюрреализма е сравнението на „Малка машина, създадена от самия Минимакс Дадамакс“ (1925) с „Целувката“ (1927) от Макс Ернст. Първата е дистанцирана с еротичен подтекст, докато втората представя еротизма открито и директно. Във втората картина влиянието на Миро и рисунките на Пикасо се вижда в използваните извивки и пресичащите се линии и цветове, за разлика от първата картина, чиято прямота ще бъде влиятелна в по-късни движения като попарта.
Джорджо де Кирико и неговото предходно развитие в областта на Метафизичното изкуство е изключително ценна придобивка за философските и визуалните аспекти на сюрреализма. Между 1911 и 1917 той развива недекориран стил, чийто повърхности ще бъдат възприети от много други художници. „Червената кула“ (1913) показва резкия цветови контраст и изобразителния стил възприет по-късно от сюрреалистите. В „Носталгията на поета“ (1914) фигурата е обърната с гръб към зрителя, а ударението върху бюста с очила и рибата не се поддава на конвенционално обяснение. Кирико е и писател – неговия роман „Hebdomeros“ представя поредица от сънища с необичайна употреба на пунктуация, синтаксис и граматика с цел създаване на атмосфера и рамка на образите. Неговите изображения, включително декори за Руския балет на Дягилев, създават декоративната форма на сюрреализма и оказват огромно влияние върху двамата артисти, който в общественото съзнание ще се свържат дори повече със сюрреализма – Дали и Магрит. Въпреки това Кирико напуска групата през 1928 г.
През 1924 г., Миро и Магрит прилагат сюрреализма в живописта. Първата изложба на сюрреалистите е открита през следващата година и включва творби на Масон, Ман Рей, Пол Клее, Миро и други. Тя затвърждава убеждението, че Ссюрреализмът има дял и в изобразителните изкуства и дадаистки техники като фотомонтажа могат да бъдат използвани. На 26 март 1926 г. отваря врати Галерията на сюрреалистите, с изложба на Ман Рей. Бретон публикува „Сюрреализъм и изобразително изкуство“ през 1928, в която резюмира движението в този аспект, въпреки че до 60-те години продължава да прави промени в книгата.

## Представители
Списъкът на някои от най-известните сюрреалисти включва:
- Луи Арагон, писател и поет (1897 – 1982)
- Антонен Арто, поет (1896 – 1948)
- Ханс Белмер, художник (1902 – 1975)
- Андре Бретон, поет (1896 – 1966)
- Луис Бунюел, режисьор (1900 – 1983)
- Аршил Горки, художник (1904 – 1948)
- Салвадор Дали, художник (1904 – 1989)
- Пол Делво, художник (1897 – 1994)
- Пол Елюар, поет (1895 – 1952)
- Рене Магрит, художник (1898 – 1967)
- Хуан Миро, художник (1893 – 1983)
- Жорж Мелиес, илюзионист и кинодеец (1861 – 1938)
- Бенжамен Пере, поет (1899 – 1959)
- Франсис Пикабия, художник и поет (1879 – 1953)
- Жак Превер, поет (1900 – 1977)
- Пиер Рьоверди, поет (1889 – 1960)